# 隋石卿
隋石卿（1879年—1938年），字熙麟，山东文登人，中国近代企业家。早年为德商顺和洋行买办，曾参加基督教团体、支持辛亥革命，后独立经商创办华昌铁工厂等公司，1922年至1927年任青岛总商会会长。

## 生平

### 早年及青岛经商早期

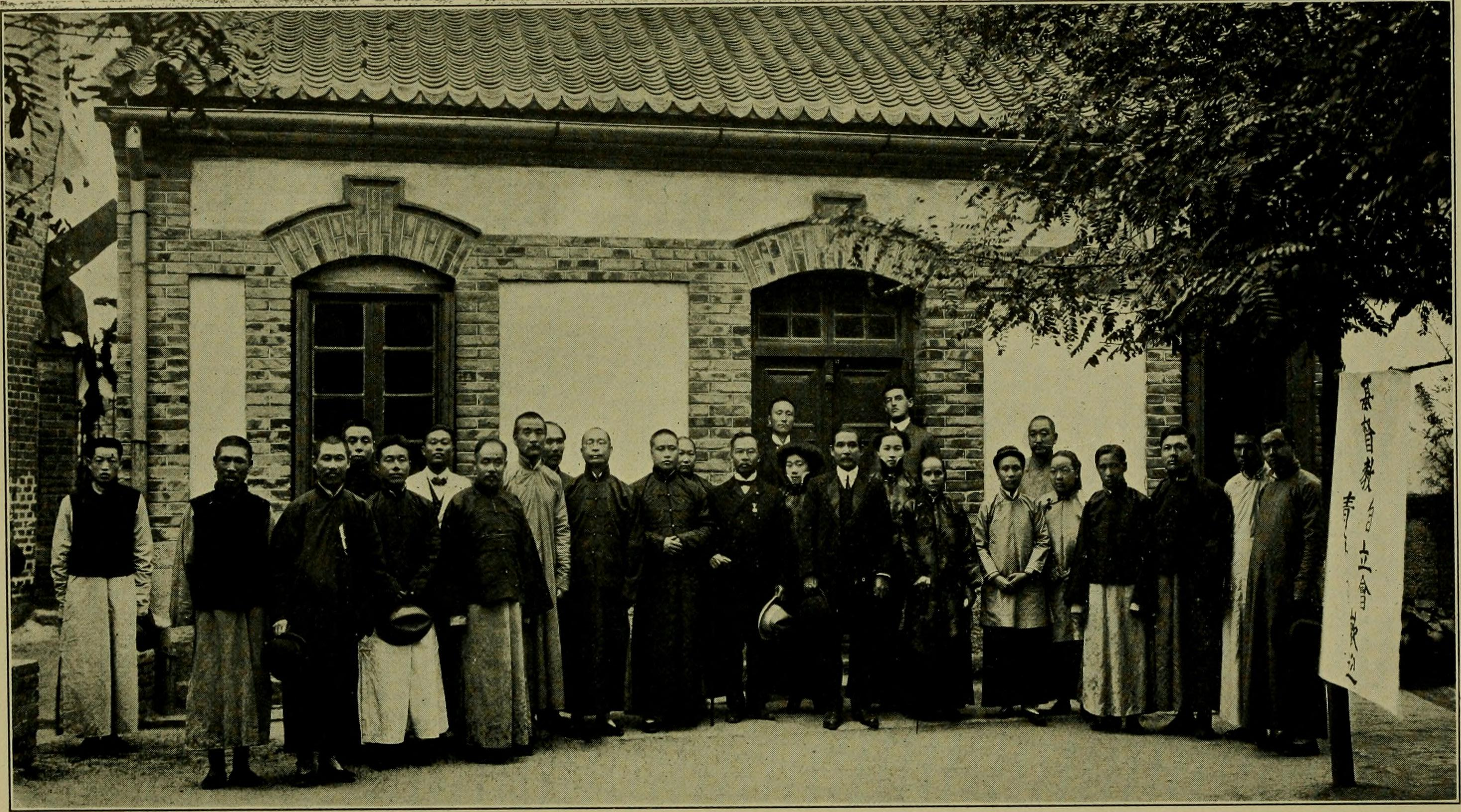
1912年9月30日，孙中山访问青岛基督教青年会、自立会，左起第十一为隋石卿

1879年，隋石卿生于山东省登州府文登县上徐村（今属山东省威海市文登区宋村镇）。隋家与西方传教士家庭常有往来，隋石卿因此自幼学习欧洲语言。隋石卿十余岁时赴烟台谋生，结识了美国长老会传教士郭显德，并受洗成为基督徒。1897年德国占领青岛后，隋石卿跟随一徐姓德国牧师学习德语，后经其推荐在德商顺和洋行青岛分行做翻译，不久即升任买办。
隋石卿经商的同时，积极参与青岛基督教青年会、自立会活动，并成为其领袖之一。1905年同盟会成立后，山东同盟会丁惟汾等创办《晨钟》杂志，隋石卿、刘寿山、郝连升等基督教自立会会员给予支持，为其提供经费，并秘密成立《晨钟》杂志青岛分社，对辛亥革命有所贡献。1912年9月孙中山视察青岛时曾在基督教青年会接见隋石卿等人，并号召实业救国。
1914年日军占领青岛。据一些资料称，顺和洋行青岛分行经理离开青岛时，将无法带走的财产赠送给隋石卿。而另有文献提及1914年顺和洋行青岛分行财产全部被日军没收。战后，隋石卿开办华信木厂，因战后建设对木材的需求而取得一定成功，曾在济南开设分号。1920年，隋石卿出任青岛总商会副会长，同年出资3000元买下天津路一家开办于德占时期的铁工厂，改名为华昌铁工厂（今青岛纺织机械股份有限公司前身），该厂最初仅能修理机器、配制零件，后开始自主生产机器设备，逐渐发展为青岛机械制造业大厂。

### 任青岛总商会会长

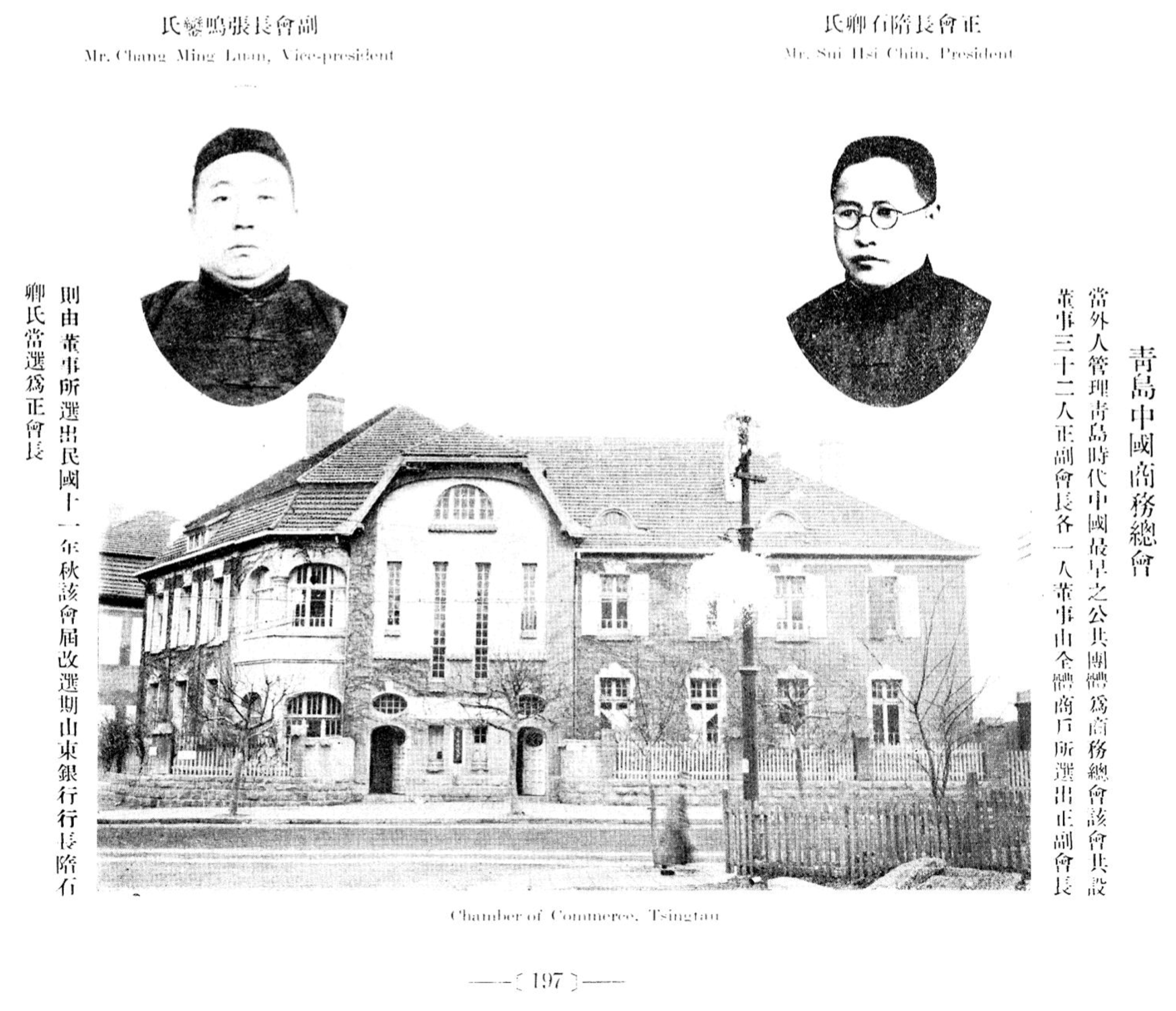
青岛主权交接时期的青岛总商会位于馆陶路利康洋行旧址的会址，右上角为隋石卿像

1922年，隋石卿当选青岛总商会会长。同年2月，中日两国政府签订《解决山东悬案条约》，筹备交接青岛主权及胶济铁路沿线控制权。当时的北洋政府在财政吃紧的情况下仍需以巨款赎回胶济铁路、拨款维持青岛地区及胶济铁路沿线警务开支，因此不得不向中国银行、山东银行、东莱银行、山左银行借款，均由商会及会长从中担保。除借款事项外，隋石卿还出任青岛市自治筹备会理事长，积极参与青岛主权交接。正式交接前，日本当局提前放弃本职，唆使土匪孙百万等进入青岛制造混乱，隋石卿等曾试图劝说、招抚孙百万，却于11月30日夜在天津路东华旅社与青岛接收监视专员茅少甫一并被孙百万部属绑架至崂山登瀛，经山东省省长熊炳琦派员谈判，得以于12月10日青岛主权正式交接同日被释放。1923年3月，青岛部分商民代表致函商会，称青岛既已接收，要求政府将接收的原德国公产估价赔偿给青岛商民，以抵1914年日德战事平民损失、救济青岛市面。隋石卿、傅炳昭、李连溪被推举为赴京请愿代表，请求北洋政府解决青岛战役商民损失问题，但此事一再拖延，终未解决。
1923年5月，原由日本当局经营的青岛发电所根据中日双方协定改组为中日合资胶澳电气股份公司，隋石卿任董事长。同年，隋石卿创办《青岛晨报》，自任社长，北京人胡信之为总编辑，胡信之后因与隋石卿意见不合而退出，该报次年即终刊
。而1924年9月胡信之创办《青岛公民报》时，隋石卿曾撰写创刊贺词。1924年，时任胶澳商埠督办高恩洪为缓解政府财政问题、为政府融资，成立青岛地方银行，5月2日开业，高恩洪自任总经理，隋石卿、成兰圃、刘子山等为董事，租用隋石卿在保定路的房产营业。同年11月高恩洪因第二次直奉战争下野后，银行发生挤兑，陷入困境。1925年7月改为山东省银行青岛分行，次年改为商办青岛地方银行，隋石卿任经理，1927年停业。
1923年，盐务部门招标拍卖原由日本人经营的胶澳盐场，商人丁敬臣、范旭东等创办的永裕盐业公司以300万元拍中，以此垄断青岛盐业。青岛及周边地区盐民对此不满，组成“胶澳民户盐田联合会”，聚众示威，要求政府取消投标、解除与永裕公司的合同，甚至捣毁永裕公司、殴伤丁敬臣，双方因此闹上法庭，一些盐民亦因此失业。隋石卿代表商会帮助盐民，为其提供生活费及诉讼费用，替盐民上书政府。有说法称隋石卿与丁敬臣素为商界对手，隋石卿在盐田竞标中未获分文，便鼓动盐民暴动。而青岛商会张鸣銮、宋雨亭、吕月塘等人于1924年1月21日函告直鲁豫巡阅使吴佩孚，称青岛盐民暴动为隋石卿所鼓动一说实为诬蔑，为山东省议会议员孙毓培散布的谣言，而孙毓培为慎泰股东，慎泰为永裕公司重要股东，与丁敬臣有关系。又称事件发生时隋石卿在北京，商会曾劝阻盐民，但双方争执不下。尽管此事最终平息，隋石卿也为此蒙受了经济损失。
隋石卿任商会会长期间曾多次组织、参与社会公益慈善事业。1923年，隋石卿经其同乡、妹婿刘铨法劝说，与周学熙一同资助礼贤中学，使其得以继续办学。1924年胶澳商埠督办高恩洪筹设私立青岛大学，隋石卿遂于6月19日召开商会常务董事会议，决定致函北京外交总长顾维钧与美国驻华公使施尔曼，申请拨庚款资助私立青岛大学设立，但北京方面未予回应。1925年，青岛总商会陆续接管原由胶澳商埠督办公署管理的济良所、育婴堂、教养局和贫民习艺所。此外曾参与救灾、施粮等，并设立清寒学生助学金，每年捐助二十名留学生。

### 五卅运动与辞去会长职务
1925年，工人运动席卷中国各地。4月，青岛各日资纺织厂工人陆续罢工。经隋石卿与胶澳戒严司令部副官长徐养之、警备厅长陈韬及日本驻青岛总领事堀内谦介等调停，罢工方与日方于5月7日达成协议，但并未阻止日方继续采取强硬手段及事态继续扩大。该月末先后发生青岛“五·二九”惨案与上海五卅惨案。6月17日，青岛各界集会讨论对英日经济绝交，隋石卿等商人认为日商对青岛经济、产业影响重大，与日本断绝经济来往会对青岛经济造成巨大打击，建议只与英国经济绝交，引起与会者强烈不满。在众人强烈要求下，隋石卿不得不在对英日经济绝交书上签字。
此前与隋石卿共事过的胡信之，此时为《青岛公民报》主笔，积极参与、宣传工运，抨击仅与英国经济绝交的言论，甚至称持此观点者媚日，“坐食其肉，寝其皮，亦不足以蔽其辜也”。有资料提及隋石卿等富商与13个团体联名上书控告《青岛公民报》鼓动工潮、宣传异端邪说，请求胶澳商埠督办公署严加制裁。《青岛公民报》编辑段子涵后来回忆称，公民报的言论引起隋石卿、刘子山等不满，曾派人威胁报社，工人代表傅书堂、伦克忠、学生代表李萼等人向报社透露隋石卿已向山东督军张宗昌告状，想借刀杀人，建议报社缓和言论。然胡信之未听取建议，于7月8日发表《胡信之紧急声明》，称自己在新闻界向来正大光明，与“社会恶魔”周旋不屈于势利，“某某有以对待丁敬臣之法对待鄙人，此其受某国之使命，而欲置鄙人于死地也无疑。不过鄙人千里来此，早置死于度外……为争社会之正义死，在鄙人固死得其所，然光脚不怕穿鞋的，我不得其死，彼又安得其生？！”
7月25日，张宗昌率兵自济南抵青，坐镇弹压工运。当晚，隋石卿等商界人士设宴款待张宗昌。据李萼、段子涵在回忆文章中称，隋石卿在日本人开设的大辰旅馆盛宴招待，一夜花掉5000元。另有传言为“七八千元之多”。隋石卿等后于8月25日刊发布告解释称：“查张督办七月二十四日到青，全埠绅商以本省长官莅临，二十五日假大饭店欢宴以表示欢迎之意，共花洋一千二百余元，由出席者共同分摊。”另据学者贺伟的著作，档案记载张宗昌一行赴宴、下榻处实为华商开办的东华旅社，多人多日住宿、餐饮等共支出6973元，由政府而非商会支付。宴会次日的7月26日，胡信之在公民报刊发短评，称商会为罢工同胞不肯出分文，献媚高官却一夜花费5000元，且在抵制日货高潮中将巨款花在日本旅馆中却不照顾中国旅馆。同日，张宗昌下令查封报社，逮捕胡信之等，7月29日在团岛将胡信之枪决。后世文献资料多称胡信之被捕枪决系隋石卿告发。而前青岛市博物馆副馆长王桂云认为过分追究隋石卿的责任有些牵强，胡信之的言论已触怒张宗昌，即使隋石卿不告，张宗昌也会处决胡信之。
胶东护军使兼第八军军长、渤海舰队司令毕庶澄为当时青岛最高军事长官，为隋石卿同乡，隋石卿与之交往甚密，而与青岛戒严司令兼胶东剿匪司令尹德山来往不多，尹德山对隋石卿颇有微词。1925年11月尹德山被毕庶澄驱逐后，通电指责隋石卿结官害群，隋石卿则称其所指责纯属误会。1927年，张宗昌派毕庶澄率部阻击国民革命军北伐，毕庶澄受困后被怀疑暗通蒋介石，于4月4日被张宗昌下属褚玉璞暗杀。隋石卿恐受其牵连，赴牟平昆嵛山无染寺躲避。1927年9月14日，隋石卿称病辞去商会会长职务。

### 卸任后及晚年

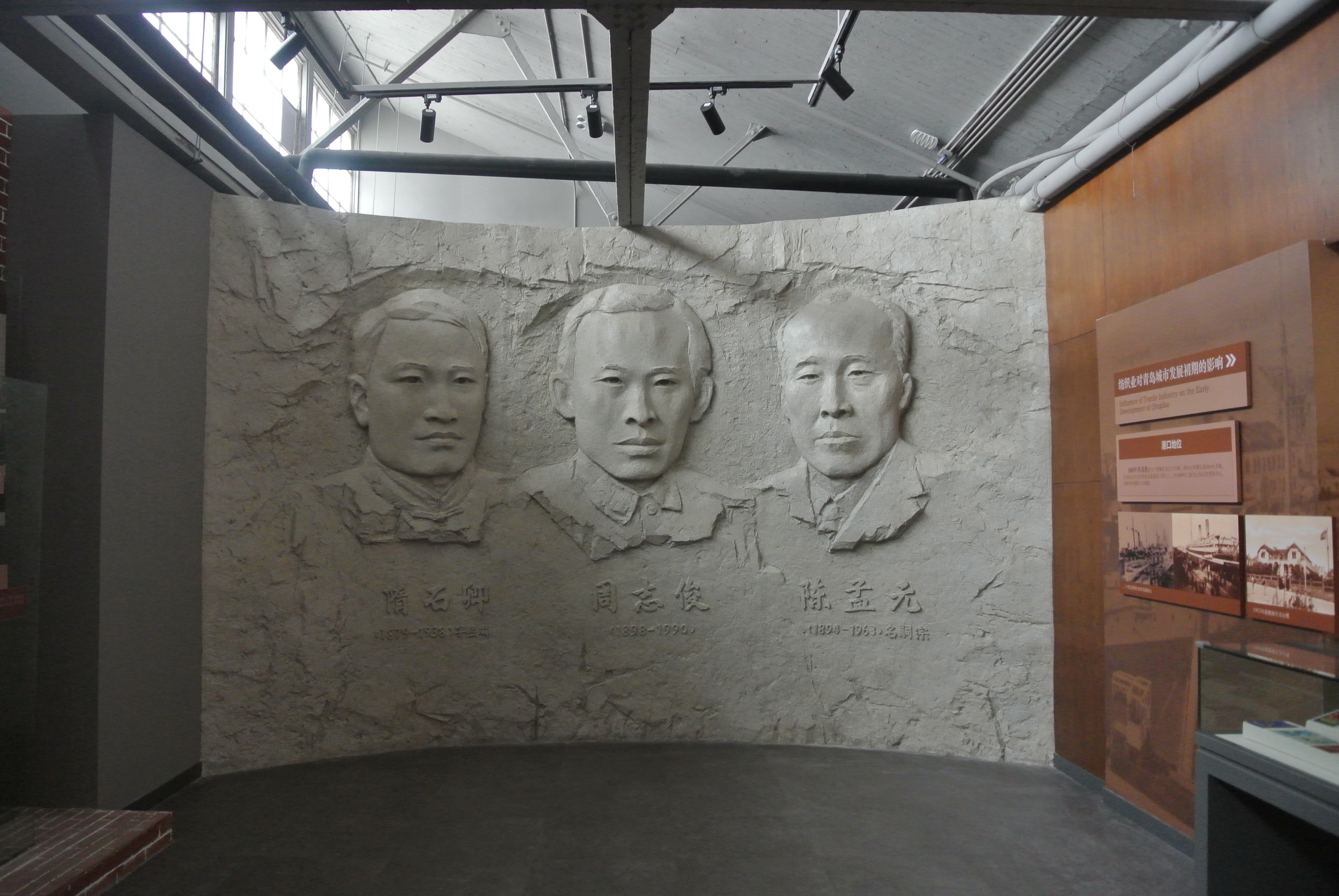
青岛纺织博物馆内的隋石卿、周志俊、陈孟元浮雕像

1929年，隋石卿将华昌铁工厂迁至蒙古路（今内蒙古路）新厂房，并改名为利生铁工厂。1935年第四届全国铁路沿线出产货品展览会（简称“铁展会”）上，利生铁工厂生产的狮轮牌车床、刨床、铣齿机、钻床获得超等奖状。至1937年，该厂已成为青岛市民营机器制造业第一大厂。
1938年1月，日军再次占领青岛。隋石卿赴威海避难，日军邀请其在傀儡政府任职，隋石卿坚决不从，并装疯应付日本人的邀请。同年回到青岛后心力交瘁，不久即病逝。